# 秋吉巒
秋吉 巒（あきよし らん、1922年 - 1981年6月8日）は、日本の日本画家。
『風俗草紙』『奇譚クラブ』『デカメロン』『あまとりあ』『宝石』『裏窓』『緊縛美』『SMコレクター』『サスペンスマガジン』『SMキング』『SMファン』『別冊SMファン』『SM奇譚』『SMプレイ』などの表紙・挿絵をてがけていた。
1981年、心不全により死去。

## 作品
- 『秋吉巒＋アール・デコ＋芸術と革命展』（美術手帖、1982年(昭和57年)12月号）
- 『illusion 幻想画家 秋吉巒の世界』（秋吉裕一編、文芸社） 2000
- 『秋吉巒・四条綾 エロスと幻想のユートピア～風俗資料館秘蔵画選集1』（書苑新社） 2010

## 脚註
1. ↑  http://www.aokigallery.jp/new/exhibition/akiyosi/akiyosi2003.html